# František Špatný
František Špatný (8. března 1814 samota Bor u Protivína  – 9. června 1883 Praha) byl český lexikograf, autor slovníků a jiných odborných textů v oblasti zemědělství, lesnictví, řemesel a dalších hospodářských odvětví.
Chodil do školy v Protivíně, Prachaticích a na Malé Straně. Potom studoval zemědělství, správu statků, administrativu a veterinární lékařství na pražské univerzitě a technice a vzdělání ukončil na Hospodářském ústavu knížete Josefa II. ze Schwarzenbergu v Českém Krumlově. V letech 1835 – 49 působil v různých pozicích jako úředník na schwarzenberském panství. Zaměstnání mu nabízelo množství kontaktů s rolníky a řemeslníky, které využil ke sbíraní názvosloví. Výsledkem jeho působení v Třeboni byl Slovník hospodářsko-technický, který vydal roku 1843. Pro sedláky ve svěřených obcích vydával časopis Hospodářské listy. Rok 1848 strávil na Smíchově, který v té době z velké části také patřil Schwarzenbergům. I jeho zásluhou zde revoluční události probíhaly klidně a nedošlo k vážným incidentům. Špatný usiloval o povýšení této obce na město a uvažoval o kandidatuře na purkmistra, ale 19. června 1848 byl zatčen a šest dní vězněn v klášteře sv. Jiří na Pražském hradě; potom ho soud osvobodil pro nedostatek důkazů.
Roku 1849 nastoupil do státní služby jako tajemník c. k. podkrajského úřadu na Smíchově, ale nadřízení k němu chovali nedůvěru kvůli jeho aktivitám z roku 1848. Byl několikrát přeložen, nejdřív do Pardubic, pak na okresní úřad (1856) a k okresnímu soudu v Karlíně (1861). Když mu nakonec přidělili práci v krušnohorských Kraslicích, podal výpověď a přešel k C. k. vlastenecké společnosti hospodářské, kde působil do roku 1873. Od roku 1869 byl rovněž členem pražské Průmyslové jednoty, kde získal funkci rady pro vědeckou činnost.
Svými publikacemi zasáhl do mnoha hospodářských oborů. Jeho snahou bylo, zachránit tradiční české názvosloví pro všechna řemesla. Nechával si od čeledínů, myslivců, ševců, krejčích a dalších pracovníků popisovat nářadí a pracovní postupy, zapisoval si jejich vyprávění. Vedle již zmiňovaného hospodářsko-technického slovníku vydal například Řemeslnický slovník česko-německý a německo-český (1849) a Německo-český slovník pro polní hospodáře, dobytčí lékaře, technology, lesníky a t. d. Další díla se týkala holubářství, hedvábnictví, rybníkářství, štěpařství. Je také považovaný za zakladatele českého mysliveckého písemnictví, protože v letech 1856 – 1876 vydával Zábavy myslivecké v 16 svazcích o 64 stranách, s odbornými i beletristickými příspěvky, národními písněmi a slovníkem myslivecké mluvy. Dílo pak vyšlo dvakrát knižně.
Současníci na Špatném oceňovali vlastenectví, zásluhy o rozvoj české lexikografie a velký objem prací, srovnatelný s výsledky celého týmu. Žertovně mu říkali „živý slovník“.
Zemřel roku 1883 v Praze a byl pohřben na Olšanských hřbitovech.